# 창춘 궤도교통
창춘 궤도교통은 중화인민공화국 지린성 창춘시의 도시 철도 체계이다. 창춘 궤도교통 체계는 창춘시 궤도교통그룹이 운영하는 경궤(라이트 레일)와 지하철로 구성된다.

## 개요

창춘 궤도교통 변천-20180830

일찍이 만주국 시절부터 창춘에 지하철 건설 계획을 가졌으며, 예를 들어 칸트 8년(1941)에 발표된 "국도건설규획(國都建設規劃)"에는 이미 80km의 무궤도 전차 노선과 25km의 지하철이 계획되어 있었다. 1980년대부터 도시 철도 건설을 계획하고 준비하기 시작하였으나, 경제력과 건설여건이 미흡되어 1998년에야 실질적인 진전이 이루어졌다. 2000년 5월 27일 창춘 궤도교통은 창춘 경궤 1차 공사를 통해 본격적인 공사를 시작했다. 2002년 10월 30일 1차 공사후 차량 시운전을 시작하였고, 2007년 4월 3일 경궤 3호선 전 구간을 정식 운영하기 시작했다. 창춘 궤도교통 3호선은 중국에서 처음으로 교류 가변 전압 가변 주파수 제어 경궤 차량을 선보인 첫 노선이자, 중국 본토 최초로 건설된 경궤 노선이다. 2012년 5월 6일 경궤 4호선 전구간이 개통되어 운영에 들어갔다(둥신루역(东新路站)은 시민 민원으로 현재까지도 건설되지 않았다). 2016년 9월 30일 지하철 1호선 시운전이 이루어졌다. 2017년 6월 30일 지하철 1호선이 시민들에게 개방 운영되었다. 2018년 8월 30일 지하철 2호선이 개통 운영되었다.
2024년 3월 현재 창춘 궤도교통이 개통된 노선은 1호선, 2호선, 3호선, 4호선, 6호선, 8호선으로, 운행 노선 총 길이는 140.77km로 94개의 역이 있다. 5개 노선 모두 창춘시 궤도교통 유한책임회사(长春市轨道交通有限责任公司)가 운영한다.
| 창춘 궤도교통 노선도 |                     |                  |                     |      |          |                             |        |
|                      | 노선                | 개통일자         | 시종착역            | 역수 | 길이(km) | 차량기지                    | 차량수 |
|                      | 창춘 궤도교통 1호선 | 2017년 6월 30일  | 베이환루 - 훙쭈이쯔 | 15   | 18.14    | 융춘 차량단                 | 9      |
|                      | 창춘 궤도교통 2호선 | 2018년 8월 30일  | 솽펑 - 둥팡광창역   | 18   | 20.5     | 시후 차량단                 | ?      |
|                      | 창춘 궤도교통 3호선 | 2002년 10월 30일 | 창춘역 - 창잉스지청 | 33   | 31.9     | 후광루 차량단/화쉐창 주차장 | 50     |
|                      | 창춘 궤도교통 4호선 | 2011년 6월 30일  | 창춘역 북역 - 처창  | 16   | 16.3     | 차이위다제 차량단           | 20     |
|                      | 창춘 궤도교통 6호선 | 2024년 3월 28일  | 쌍풍역 - 창잉스지청 | 22   | 29.6     | 오가점 차량단/시후 차량단   |        |
|                      | 창춘 궤도교통 8호선 | 2018년 10월 30일 | 베이환루 - 광퉁루   | 12   | 13.3     | 타이핑춘 차량단             |        |

## 노선
창춘 시내 중심부의 장거리 노선망은 8개의 방사형 노선과 2개의 순환형 노선으로 이뤄진다. 1호선, 2호선, 5호선, 6호선, 7호선은 지하철 노선, 3호선, 4호선, 베이후 쾌궤(北湖快轨)는 라이트 레일(경궤), 솽양선(双阳线), 공항선(空港线)은 교외급행선이다. 10개의 노선으로 이루어진 궤도교통 노선망으로, 현재 노선망의 총 길이는 100.1 km이다. 2012년전 3기 공사로 경궤 3,4호선이 준공되었고, 2012년~2018년에 걸쳐 지하철 1,2호선 시구간, 3호선 동부 연장선, 베이후 쾌궤가 준공되었다.2017년부터 2022년까지 5호선 1차구간, 6호선, 7호선 1차구간, 공항선 1차구간, 솽양선 1차구간, 2호선 동부연장, 4호선 남부연장, 3호선 남부연장이 건설될 예정이다.장거리 노선망은 총연장은 460 km이다.
10개 노선은 3개 간선(1,2,5호선) 7개 보조 노선(3,4,6,7호선,베이후선,솽양선,공항선)의 2개 계층으로 된 철도 노선망을 구성하게 된다.
- 지하철 1호선 : 전구간 40.1km으로, 노선은 도시 남북방향으로 콴청구, 차오양구, 난관구를 지난다. 창춘역, 인민광장, 둥베이 사범대학, 중앙업무지구(CBD) 등을 통해 대규모 여객을 수송하며, 노선망의 대규모급 간선이다.
- 지하철 2호선(연장선 건설중) : 전구간 36km, 노선은 도시의 동서쪽을 관통한다. 뤼위안구, 차오양구, 난관구, 얼다오구, 경제개발구를 지난다. 주로 시커역, 문화광장, 야타이 정원 주거구, 창춘 경제기술개발구 등을 통해 여객을 수송하며, 노선망의 대규모급 간선이다.
- 경궤 3호선(연장선 건설중) : 전구간 34.3km, 노선은 도심의 가장자리중 북,서,남쪽에 걸쳐 C자형을 이루며 징웨(净月) 구간까지 뻗은 노선이다. 주로 창춘 철도역, 컨벤션 센터, 둥베이 사범대학, 징웨 공원, 스키 리조트, 창잉스지청(长影世纪城) 등을 경유하며, 노선망의 중간급 보조 노선이다.
- 경궤 4호선(연장선 계획중) : 전구간 46.2 km, 노선은 도심의 가장자리 중 북동쪽에 위치하며, 서쪽에서 남쪽까지 L자형으로 뻗어있다. 주로 허신진, 농과원, 창춘 북역, 웨이황궁 등 통해 승객을 수송하며, 노선망의 중간급 보조 노선이다.
- 지하철 5호선(계획중) : 전구간 43.1 km, 노선은 북동쪽에서 남서쪽으로 간다. 하이테크 산업개발구, 차오양구, 난관구, 얼다오구, 콴청구를 지난다. 주로 푸펑진, 하이테크구, 난후 공원, 훙치가, 인민광장, 잉준향, 싱룽산 등을 통해 여객을 수송하며, 노선망의 대규모급 간선이다.
- 지하철 6호선: 전구간 29.8 km 도심내 19.75 km, 창춘서역에서, 촹예다제, 광구다제, 난환루, 촨진다제, 난부신청, 창잉스지청까지 간다.
- 지하철 7호선(계획중) : 전구간 44.2 km, 도심내 34.64 km, 바이룽주에서, 페이웨루, 난후광장, 중둥시장, 스싼주, 창춘사범대학, 싱화, 타이핑산까지 간다.
- 경궤 8호선(2단계 건설중) : 전구간 27.6km, 베이환역에서 시작하여, 123중학역, 샤오난역, 샤오청쯔제역, 빙싼스얼제역, 베이후궁위안역, 허안제역, 광지루역, 다쉐청루역을 거쳐 타이핑춘역에 이른다.[5]
- 시역쾌속철도 솽양 선(S2선)(계획중): 전구간 88.2km, 1차 구간(창춘 59중-서링)는 길이 11 km에 2개의 역이 있으며, 최근 솽양 선은 3,4호선과 연결되어, 솽양 승객을 도시로 유입하기 위한 목적으로 한다.[3]
- 시역쾌속철도 공항선(S1선)(계획중) : 전구간 76.2km, 공항 개발구, 중심성과 부봉을 연결하여, 1차구간 공사(자오자강둥-중촨 북가)는 길이 33.6km에 역 11개가 건설되어, 공항개발구, 룽자 공항, 둥후진, 롄화산 개발구를 2호선과 연결하여, 중심성 진입을 목적으로 한다.[3][6]

### 1호선
- 노선 개요 : 이미 2016년 9월 30일 시운전하였고, 2017년 6월 30일 시험 운행을 하였다. 1차 구간은 18.14 km로 건설되었다. 시발역은 베이환청루역, 종착역은 훙쭈이쯔역이다.
- 운임 : 2017년 7월 31일까지는, 할인요금 전 구간 2위안으로 시행하였다.[7]2017년 8월 1일 이후로, 기본가는 7km 이내에 2위안이며, 6, 6, 8, 8, 10 km 당 1위안씩 추가된다. 즉, 0-7km는 2위안, 7-13km는 3위안, 13-19km는 4위안, 19-27km는 5위안, 27-35km는 6위안, 35km 이상은 10km당 1위안씩 증가한다.[8] 요금 때문에 당분간 3호선, 4호선 역 구내와 환승할 수 없다.[9]

틀:창춘 궤도교통 1호선

### 2호선
- 노선 개요 : 2018년 8월 27일 시험운영평가 완료되었고,[10] 2018년 8월 30일 시험 운영되었다.[11] 1차 구간은 20.5 km의 길이로 건설되었다. 궤도교통 2호선의 시발역은 솽펑역이고, 종착역은 둥팡 광장역이다.
- 운임 : 기본가는 7km 이내에 2위안이며, 6, 6, 8, 8, 10 km 당 1위안씩 추가된다. 즉, 0-7km는 2위안, 7-13km는 3위안, 13-19km는 4위안, 19-27km는 5위안, 27-35km는 6위안, 35km 이상은 10km당 1위안씩 증가한다.[12] 개통 즉시 1호선과 환승이 가능해졌으며, 요금 때문에 당분간 3호선, 4호선 역 구내와 환승할 수 없다.[13]

틀:창춘 궤도교통 2호선

### 3호선
- 노선 개요 : 2001년 12월 28일 창춘 경궤 1차 공사의 시운전이 성공적으로 시험 운행되었다. 창춘시는 중국 대륙 최초의 라이트 레일 노선을 먼저 건설했다. 2002년 10월 30일 창춘 경궤 1차 사업인 창춘역－웨이광가에서 시험 운행하였다. 2006년 12월 26일 경궤 2단계 공사가 완료되어 전 구간 31.9km로 개통, 지하역은 1개이며 나머지는 지상역과 고가역이다. 궤도교통 3호선 시역은 창춘역, 종착역은 창잉스지청(长影世纪城站)역이다.
- 운행 : 3호선 첫차는 오전 6시에 창춘역, 창잉스지청역, 스지 광장역(世纪广场站)에서 동시 발차하고, 막차는 오후 9시에 창춘역에서 발차하여 창잉스지청역, 스지 광장역에서 종착하거나 창잉스지청역에서 발차하여 창춘역에서 종착한다.
- 요금 : 거리 비례 요금을 사용하였으며, 역출발부터 0~14.5 km 까지는 2위안, 14.5-24.5km 까지는 3위안, 24.5 km 이상은 4위안이었으며, 현재는 전구간 4위안이다.
- 차량: 창춘 경궤 3000계 전동차는 70% 저상 C형 궤도객차로 최고 70km/h, 편성당 6량을 운행한다. 장춘 경궤 2000계 전동차는 70% 저상 C형 궤도객차로, 최고 70km/h이며, 편성당 3량으로 운행하였으나, 현재 전량 운행 중이다.
- 동부연장선 공사: 창춘역 남광장, 헤이수이로 상무역구(黑水路商贸区), 위황궁(伪皇宫) 등 도시기능구를 잇는 경궤 3호선의 동부 연장선으로 2014년 착공되었다. 2020년 개통 예정이다.[14]

틀:창춘 궤도교통 3호선

### 4호선
- 노선개요 : 창춘 궤도교통 4호선은 2008년 착공하여 2011년 6월 30일 고가 노선의 참관 시운전이 실시됐다. 2012년 4월 30일 지하 선로 시운전을 거쳐 전 노선이 개통되었다. 전체 길이 16.33km 가운데, 지하 터널은 3.3km, 나머지는 고가선으로 지하역 3개, 고가역 13개다.
- 운행 : 4호선 첫차는 오전 6시에 창춘역 북역, 처창 역(车场站)에서 동시 발차하고, 막차는 오후 9시에 창춘역 북역과 처창 역에 동시 발차한다.
- 요금 : 창춘 경궤는 거리 비례 요금을 사용하였으며, 역출발부터 0~14.5 km 까지는 2위안, 14.5-24.5km 까지는 3위안, 24.5 km 이상은 4위안이었으며, 현재는 전구간 3위안이다.
- 차량: 창춘 경궤 3000계 전동차는 70% 저상 C형 궤도객차이며, 최고 70km/h 속도로, 열차당 총 6량으로 운행한다.

틀:창춘 궤도교통 4호선

### 8호선
창춘 베이후 쾌속철도(长春北湖快轨)는 2014년 4월 28일 착공하였으며, 북환성로(北环城路) 남쪽 계획로, 야타이 북가(亚泰北街), 룽후 대로(龙湖大路), 위안 대가(远达大街), 디리로(地理路), 중커 대가(中科大街) 등의 客流走廊가 부설되어 있다. 철로, 습지공원, 도시 고속도로 등의 교통 병목을 뚫어, 长东北高新区가 중심 도시로 빠르게 진입할 수 있도록 하였다. 2018년 5월 22일 시운전에 들어가, 2018년 10월 30일 개통하였다.
틀:창춘 궤도교통 8호선

### 건설중인 노선
향후에는 기존 2, 3, 4, 8호선의 연장선을 포함해 5, 6, 7호선, 솽양, 공항선 신설이 건설된다.

#### 2호선 서부연장선
서부연장선 공사(시후역 추가건설, 제다다루역, 치처궁위안역, 양구간)이 건설되고 있으며 2021년에 개통될 예정이다.

#### 3호선 동부연장선
동부연장선 공사(푸룽차오역 지하화, 신축 랴오닝루역, 둥광청역, 1호선 공용 장춘역, 4호선 공용 웨이황궁역)가 건설 중이며 2020년 개통될 예정이다.
- 2018년 12월 28일 국가발전개혁위원회 웹사이트는 창춘시 궤도교통 3기 건설계획(2019년~2024년)을 재승인한다고 공고했다.[17]6호선 공사는 위안자뎬역(袁家店站)에서 장잉스지청역(长影世纪城站)까지 29.7km의 선로에 22개역을 건설하고, 195억4900만 위안을 투자하며, 건설기간은 5년이다. 7호선 1차구간 공사는 치처궁위안역(汽车公园站)에서 둥환루역(东环路站)까지 22.5km의 선로에 19개역을 건설하고, 55억8300만 위안을 투자하고 있으며, 건설기간은 5년이다. 공항선 1차구간 공사는 자오자강 동역(赵家岗东站)에서 주타이 남역(九台南站)까지 28.2km의 선로에 8개역을 건설하고, 126.4억 위안을 투자하고 있으며, 건설기간은 6년이다.

## 같이 보기
- 창춘 노면전차